# Replay (Crosby, Stills & Nash)
Replay è un album di raccolta del trio rock Crosby, Stills & Nash, pubblicato nel 1980.

## Tracce
Side 1
1. Carry On – 3:17 (Stephen Stills)
2. Marrakesh Express – 2:36 (Graham Nash)
3. Just a Song Before I Go – 2:12 (Nash)
4. First Things First – 2:16 (Stills, Joe Schermie, Jon Smith)
5. Shadow Captain – 4:32 (David Crosby, Craig Doerge)
6. To the Last Whale... – 5:30 (Crosby, Nash)

Side 2
1. Love the One You're With – 3:13 (Stills)
2. Pre-Road Downs – 3:03 (Nash)
3. Change Partners – 2:12 (Stills)
4. I Give You Give Blind – 3:21 (Stills)
5. Cathedral – 5:15 (Nash)